# 維斯條約
《維斯條約》（塞爾維亞-克羅埃西亞語），又稱狄托-蘇巴希奇協定，是西方國家欲於二次大戰尾聲時，令早在1941年便流亡至英國倫敦的南斯拉夫王國流亡政府加入實際控制南斯拉夫的共產黨游擊隊將於戰後組成的新政府之條約。1944年6月16日，游擊隊領導人約瑟普·布羅茲·狄托與王國流亡政府總理伊萬·蘇巴希奇於克羅埃西亞維斯島上會面、簽訂此條約。1944年11月1日，雙方再簽訂《貝爾格勒協定》，組成實際的新政府。根據其規定，臨時政府成員將以民主選舉的方式決定，然而真正擁有大權的是共產黨控制的阿夫諾伊（南斯拉夫反法西斯解放委員會）。選舉只是南共作個樣子，王國政府成員皆被派到了有職無權的位置上，南斯拉夫政府已實際上被南斯拉夫共產黨所控制，爾後他們也察覺到這點，自願退出。1945年10月，伊萬·蘇巴希奇辭職。1945年11月29日，南斯拉夫聯邦人民共和國宣佈成立。